# نیکی مک‌کری
نیکی مک‌کری (انگلیسی: Nikki McCray؛ زادهٔ ۱۷ دسامبر ۱۹۷۱) بازیکن بسکتبال اهل ایالات متحده آمریکا بود.
از باشگاه‌هایی که در آن بازی کرده‌است می‌توان به فینکس مرکوری اشاره کرد.
وی در مسابقات کشوری و بین‌المللی در مجموع برندهٔ ۳ مدال طلا شده‌است.